# Procinetus kokujevi
Procinetus kokujevi là một loài tò vò trong họ Ichneumonidae.